# Станислав Иванов (футболист, р. 1990)
Станислав Валентинов Иванов е български футболист, защитник. Роден на 31 януари, 1990 г. във Варна. Носи екипа на Спартак (Варна). Освен за „соколите“ е играл и за Черноморец (Балчик).

## Статистика по сезони
| Сезон    | Отбор           | Първенство | Мачове | Голове |
| -------- | --------------- | ---------- | ------ | ------ |
| 2008/09  | Черноморец (Бч) | Б група    | 13     | 1      |
| 2009/10  | Черноморец (Бч) | Б група    | 20     | 0      |
| 2010/ес. | Черноморец (Бч) | Б група    | 0      | 0      |
| 2011/пр. | Спартак (Вн)    | В група    | 12     | 3      |
| 2011/12  | Спартак (Вн)    | Б група    | 0      | 0      |